# 카날 7
카날 7(튀르키예어: Kanal 7)는 터키의 텔레비전 채널이다.